# كانتون أبينزيل إينرهودن
كانتون أبينزيل إنرهودن هو أصغر كانتون في سويسرا من حيث عدد السكان وثاني أصغر كانتون من حيث المساحة. عاصمته مدينة أبينزيل. كان آخر كانتون سويسري يمنح النساء حق التصويت على القضايا المحلية في عام 1991.

## الجغرافية
معظم الكانتونات رعوية، على الرغم من كونها جبلية. تعتبر قمة سانتيس في جبال الألب أبينزيل واحدة من مناطق الجذب الرئيسية في الكانتون. توجد ثلاث بحيرات جبلية صغيرة في الكانتون.

## التركيبة السكانية
يبلغ عدد سكان الكانتون (حتى 31 ديسمبر 2012) 15٬717 نسمة. واعتبارا من 2007 كان في الكانتون 1،510 أجنبي أي حوالي 9.76٪ من مجموع السكان. اعتبارًا من 2000 جميع سكان الكانتون من الروم الكاثوليك تقريبًا (81٪)، مع أقلية بروتستانتية صغيرة (10٪).

## روابط خارجية
- الموقع الرسمي
- السياحة في الكانتون
- موقع جامعة إدارة الأعمال والفنادق في سويسرا Business & Hotel Management School - Switzerland
- Swiss Universities handbook موقع يضم الجامعات السويسرية - بالإنجليزية
- الدراسة في سويسرا بالعربي